# كريستوفورو مادروتسو
كريستوفورو مادروتسو (كالالفينو، 5 يوليو 1512 - تيفولي، 5 يوليو 1578) كاردينال إيطالي أمير أسقف على ترينتو في القرن السادس عشر.
لغته الأم كانت الألمانية، ولد في عائلة النبلاء ترينتية - تيرولية. بينما كان تربيته إنسانية إيطالية، درس الأدب والفلسفة والقانون في جامعة بادوفا أولا ثم في مدينة بولونيا. بدأ مشواره في السلك الكنسي بمساعدة حامية برناردو كليزيو أسقف ترينتو.
بعد وفاة الكاردينال كليزيو سنة 1539 عيـّـن رجالُ الدين في ترينتو مادروتسو أسقفًا للمدينة، على الرغم من صغر سنه (27 سنة). كأسقف ورجل له علاقة بالبلاط الإمبراطورية اظهر مهارات سياسية ودبلوماسية جيدة، مشتغلًا في خدمة شارل الخامس وفكرة الإمبراطورية العالمية التي تستمد وحدتها من الانتماء للمسيحية، على الرغم من تزايد الانقسامات بسبب الإصلاح البروتستانتي.
محليًا، كأمير لترينتو سعى إلى تطبيع العلاقات بين كونتات تيرول (الذين حاولوا دمج إمارة ترينتو بأراضيها) ورجال الدين في ترينتو الذين يرأسهم. سنة 1542 أضف إلى ترينتو رئاسة بريسانوني أيضًا. في 7 يناير 1545 عينه البابا بولس الثالث كاردينالًا.
في 13 ديسمبر من السنة نفسها، افتتح مجمع ترينتو الذي كان أحد منظميه على خطى سلفه كليزيو. كذلك، نظرًا للمجمع استمر مادروتسو بأعمال التجديد الحضري والمعماري والطرقي لترينتو وريفها، ولكن خلـّف أيضا تركة مالية ثقيلة إلى حد ما للإمارة الصغيرة.
بالإضافة إلى اهتمامه بالنواحي اللوجستية، تدخل مادروتسو بالمجمع، بدعوى أولوية التصدي لإصلاح التزامات وقواعد سلوك رجال الدين مقترحًا تأجيل مناقشة العقائد إلى وقت لاحق. وأدى ذلك إلى التصادم مع الكارادلة المرتبطين بروما، ولا سيما مع الممثل البابوي الكاردينال جان ماريا شوكي دل مونتي.
دفع مادروتسو أيضًا باتجاه نشر الكتاب المقدس ونصوص الصلاة بمختلف اللغات الأوروبية، وخصوصا بالألمانية وذلك على حساب اللاتينية. عند وفاة بولس الثالث (1550) شارك في الكونكلافي الذي انتخب أكبر خصومه الكاردينال ديل مونتي للبابوية باسم يوليوس الثالث، رغم الجهود التي بذلها لمنع انتخابه.
في تلك الأثناء اجتاحت الحروب الدينية أوروبا خصوصًا الإمبراطورية الرومانية المقدسة. ارسله فيليب الثاني ملك إسبانيا في سنة 1556 إلى ميلانو نائبًا وحاكمًا لدوقية ميلانو. ظل بميلانو حتى عام 1558، عندما تخلى عن منصبه لحزنه من اتهام بعض أعوانه الإداريين بالاختلاس.
في سنة 1561 عينه البابا بيوس الرابع مندوبًا بأراضي أنكونا ومن ثم حاكمًا على سبوليتو. وفي سنة 1567 تخلى بصفة نهائية عن إمارة ترينتيو لصالح ابن شقيقه الكاردينال لودوفيكو مادروتسو. توفي بتيفولي في الخامس من يوليو من عام 1578. جثة كريستوفورو مدفونة في مـُصلى مادروتسو بكنيسة سنتونوفرو في روما.
تولى أفراد من أسرة مادروتسو (كريستوفورو، لودوفيكو، كارلو إمانويلي وكارلو غاودنسيو) إمارة ترينتو الأسقفية لأكثر من قرن.